# Sebastian
Sebastian je mužské křestní jméno řeckého původu. Význam jména vychází ze slova σεβαστός (sebastos), jež lze přeložit jako vznešený, ctihodný. Podle odvozeného latinského jména Sebastianus ho lze také vyložit jako sebastský, obyvatel města Sebasty. Dalšími variantami jména jsou Sebastien, Sebastián, archaickou českou variantou je pak Šebestián.
V České republice připadá jeho svátek na 20. ledna, podle staršího kalendáře na 22. prosince.
Ženská podoba tohoto jména je Sebastiana, příp. Sebastiána.

## Sebastian v jiných jazycích
- Slovensky: Šebastián nebo Sebastián
- Polsky, anglicky, rumunsky, německy: Sebastian
- Francouzsky: Sébastien
- Italsky: Sebastiano
- Španělsky: Sebastián
- Rusky: Sevastjan
- Srbsky: Sevastijan
- Maďarsky: Sebestyén
- Japonsky: セバスチャン(Sebasu-chan)
- Čínsky: 塞巴斯蒂安(Sāi bā sī dì ān)
- Kórejsky: 세바스찬(sebaseuchan)

## Známí nositelé jména
- svatý Šebestián
- Šebestián – probošt litoměřické kapituly ve 12. století
- Johann Sebastian Bach – německý hudební skladatel a virtuóz hry na klávesové nástroje
- Sebastian Bach – kanadský heavy metalový zpěvák
- Adam Sebastian Helcelet – český atlet
- Šebestián Hněvkovský – český národní buditel a básník
- Sebastian Koch – německý herec
- Sébastien Loeb – Francouz, vícenásobný mistr světa v rallye
- Sebastian Pawlowski – podnikatel švýcarského původu
- Šebestián Pavel Smrčina – český římskokatolický kněz
- Sebastian Vettel – německý pilot Formule 1, čtyřnásobný mistr světa
- Sebastián I. Portugalský – portugalský král
- Sebastian Stan – Americký herec
- Sebastian Navrátil – zpěvák, kytarista a textař
- Sébastien Ogier – Francouz, vícenásobný mistr světa v rallye
- Sin With Sebastian – vlastním jménem Sebastian Roth – německý hudebník, zpěvák a textař

## Jako příjmení
- Jakub Šebesta, český politik a státní úředník
- Ondřej Šebesta (1680–1715), slezský zbojník
- Pavel Jáchym Šebesta, česko-rakouský misionář, antropolog a lingvista